# Anton Balicki
Anton Balicki, biał. Антон Васілевіч Баліцкі (ur. 17 września 1891 w Balicach koło Indury na Grodzieńszczyźnie, zm. 31 października 1937 w ZSRR) – białoruski działacz narodowy, komisarz oświaty Białoruskiej SRR (1926–29). 
Ukończył seminarium nauczycielskie w Świsłoczy, naukę kontynuował w Witebsku. 
W czasie I wojny światowej zmobilizowany do armii rosyjskiej. Po wybuchu rewolucji październikowej przyłączył się do bolszewików, od 1919 r. walczył w Armii Czerwonej. 
Brał udział w tworzeniu radzieckiej państwowości na Białorusi, obejmując w 1921 r. urząd wicenarkoma oświaty. Od 1926 do 1929 roku był komisarzem oświaty Białoruskiej SRR. Jako działacz państwowy był odpowiedzialny za proces białorutenizacji życia społecznego, jaki miał miejsce w latach dwudziestych XX wieku. 
W 1930 r. został aresztowany przez NKWD i oskarżony o przynależność do Związku Wyzwolenia Białorusi. W marcu 1931 roku skazany na 10 lat łagru, później wyrok zamieniono na karę śmierci. Najprawdopodobniej został zastrzelony 31 października 1937 roku.